# عبد العزيز البلعوطي
عبد العزيز البلعوطي (مواليد 14 ديسمبر 1995) هو لاعب كرة قدم مصري يلعب في مركز حارس المرمى في نادي إنبي.